# Łucznictwo na Letnich Igrzyskach Olimpijskich 1920 – cel ruchomy, 28 m, drużynowo
Cel ruchomy, 28 m, drużynowo były jedną z konkurencji łuczniczych na Letnich Igrzyskach Olimpijskich 1920. Zawody odbyły się w dniach 4-5 sierpnia. W zawodach uczestniczyło 24 zawodników z 3 państw.

## Wyniki
Każdy zawodnik oddał po 30 strzałów w pierwszym i w drugim dniu zawodów. Maksymalna liczba punktów do zdobycia wynosiła 540 indywidualnie i 4 320 drużynowo.
| Miejsce | Ekipa    | Wyniki | Wyniki | Wyniki | Wyniki | Wyniki | Wyniki | Wyniki | Wyniki | Wyniki       |
| Miejsce | Ekipa    | 1      | 2      | 3      | 4      | 5      | 6      | 7      | 8      | Łączny wynik |
| ------- | -------- | ------ | ------ | ------ | ------ | ------ | ------ | ------ | ------ | ------------ |
| 1       | Holandia | 443    | 414    | 394    | 388    | 378    | 374    | 364    | 332    | 3087         |
| 2       | Belgia   | ?      | ?      | ?      | ?      | ?      | ?      | ?      | ?      | 2924         |
| 3       | Francja  | ?      | ?      | ?      | ?      | ?      | ?      | ?      | ?      | 2328         |